# لون تشاني جونيور
لون تشاني جونيور (بالإنجليزية: Lon Chaney Jr.)‏ مواليد 10 فبراير 1906 في أوكلاهوما سيتي، الولايات المتحدة - الوفاة 12 يوليو 1973 في سان كليمينتي، الولايات المتحدة، هو ممثل أمريكي بدأ مسيرته الفنية سنة 1931. امتدت مسيرته الفنية لأكثر من 40 عاما.

## الأعمال
- فرقة ألكسندر لموسيقى الجاز
- عن الفئران والرجال
- شبح فرانكشتاين
- ظهيرة مشتعلة
- المتحديان

## روابط خارجية
- لون تشاني جونيور على موقع IMDb (الإنجليزية)
- لون تشاني جونيور على موقع الموسوعة البريطانية (الإنجليزية)
- لون تشاني جونيور على موقع ألو سيني (الفرنسية)
- لون تشاني جونيور على موقع تيرنر كلاسيك موفيز (الإنجليزية)
- لون تشاني جونيور على موقع أول موفي (الإنجليزية)
- لون تشاني جونيور على موقع قاعدة بيانات الأفلام السويدية (السويدية)
- لون تشاني جونيور على موقع إن إن دي بي (الإنجليزية)
- لون تشاني جونيور على موقع قاعدة بيانات الفيلم (الإنجليزية)
- لون تشاني جونيور على موقع كينوبويسك (الروسية)